# Вагулінський сільський округ
Вагу́лінський сільський округ (каз. Вагулин ауылдық округі, рос. Вагулинский сельский округ) — адміністративна одиниця у складі Кизилжарського району Північноказахстанської області Казахстану. Адміністративний центр — село Вагуліно.
Населення — 1376 осіб (2021; 1844 у 2009, 2389 у 1999, 2614 у 1989).
Станом на 1989 рік існували Вагулінська сільська рада (села Вагуліно, Кустове) та Красноярська сільська рада (села Желяково, Красноярка) колишнього Соколовського району, село Красний Яр перебувало у складі Долматовської сільської ради. 2013 року до складу округу увійшло село Красний Яр ліквідованого Долматовського сільського округу.

## Склад
До складу округу входять такі населені пункти:
| Населений пункт  | Старі назви | Населення, осіб (1989) | Населення, осіб (1999) | Населення, осіб (2009) | Населення, осіб (2021) |
| ---------------- | ----------- | ---------------------- | ---------------------- | ---------------------- | ---------------------- |
| Вагуліно, село   | -           | 742                    | 762                    | 689                    | 613                    |
| Желяково, село   | -           | 403                    | 314                    | 198                    | 115                    |
| Красний Яр, село | -           | 177                    | 165                    | 92                     | 61                     |
| Красноярка, село | -           | 801                    | 688                    | 505                    | 324                    |
| Кустове, село    | -           | 491                    | 460                    | 360                    | 263                    |